# Risk / Battleship / Clue
 (janvier 2024).
Si vous disposez d'ouvrages ou d'articles de référence ou si vous connaissez des sites web de qualité traitant du thème abordé ici, merci de compléter l'article en donnant les références utiles à sa vérifiabilité et en les liant à la section « Notes et références ».
Risk / Battleship / Clue est une compilation de jeux vidéo sortie en 2005 sur Game Boy Advance. Le jeu a été développé par Gravity-i et édité par Destination Software.
Cette compilation contient les adaptations de trois célèbres jeux de société :
- Risk : un jeu de conquête au tour par tour.
- Battleship : une version du jeu de bataille navale.
- Cluedo : un jeu d'investigation

## Système de jeu
Le gameplay respecte les règles des trois jeux originaux.
Les dés sont lancés automatiquement.